# Chordonota vittata
Chordonota vittata är en tvåvingeart som först beskrevs av Wulp 1881.  Chordonota vittata ingår i släktet Chordonota och familjen vapenflugor. Inga underarter finns listade i Catalogue of Life.